# Марк трий
Марк трий (англ. Mark tree или още chime tree, bar chimes) е музикален перкусионен инструмент от групата на идиофонните инструменти.

## Устройство
Инструментът се състои от тънки метални пръчици с различна големина, които са разположени в един ред от ниски към високи по звук.
Всяка от целия набор пръчици е продупчена и виси посредством найлонова корда към дълга дървена летва, която от своя страна е закрепена към стойка, подобно на стойките за чинели.

## Техника на звукоизвличане
Изпълнителят прокарва пръст по протежението на инструмента възходящо и низходящо. Получава се много тънък, звънлив висок звук с глисандо ефект.

## Историческо развитие и употреба
Названието Марк трий идва от името на неговия изобретател – американския студиен перкусионист Марк Стивънс, който го създава през 1967 г.
Тъй като дълго време инструментът нямал име, перкусионната легенда Емил Ричардс, на който му се налагало често да го използва, го нарекъл просто Марк трий.